# Tovarjež
Tovarjež je majhen nenaseljen otoček v Jadranskem morju in je del otočja Vrsar. Pripada Hrvaški.
Po zakonu o otokih ter glede na demografske razmere in gospodarski razvoj je otok Tovarjež razvrščen v kategorijo majhnih, občasno naseljenih in nenaseljenih otokov in otočkov, za katere se sprejemajo programi trajnostnega razvoja otokov.
V državnem programu za zaščito in uporabo majhnih, občasno naseljenih in nenaseljenih otokov ter okoliškega morja Ministrstva za regionalni razvoj in sklade Evropske unije je Tovarjež uvrščen med kamnite otoke. Ima površino 7.741 m2 in obalo, dolgo 330 m.  Pripada občini Funtana.